# Rhinella leptoscelis
Espèce
Synonymes
- Bufo leptoscelis Boulenger, 1912

Rhinella leptoscelis  est une espèce d'amphibiens de la famille des Bufonidae.

## Répartition
Cette espèce se rencontre entre 1 300 et 1 658 m d'altitude :
- en Bolivie dans les départements de Cochabamba et de La Paz,
- au Pérou dans les régions de Cusco et de Puno.

## Description
L'holotype décrit par Boulenger mesure 55 mm

## Publication originale
- Boulenger, 1912 : Descriptions of new batrachians from the Andes of South America, preserved in the British Museum. Annals and Magazine of Natural History, ser. 8, vol. 10, p. 185-191 (texte intégral).